# Percheron
Das Percheron ist eine Kaltblut-Pferderasse aus dem Perche-Gebiet im Nordwesten Frankreichs.
Hintergrundinformationen zur Pferdebewertung und -zucht finden sich unter: Exterieur, Interieur und Pferdezucht.

## Exterieur

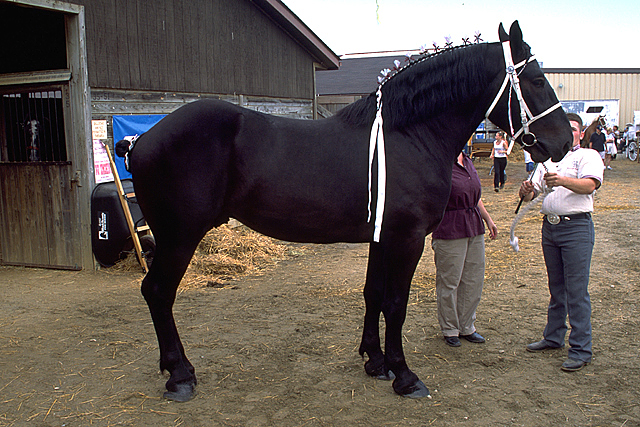
Leichter gebautes Percheron

In Europa sind die meisten Percherons echte Schimmel, Rappen kommen seltener vor. In den USA sind Rappen und Braune häufiger. Percherons können ein Stockmaß von 1,55 bis 1,72 Meter bei einem durchschnittlichen Gewicht von etwa 900 kg erreichen; die Durchschnittsgröße beträgt 1,66 m.
Der feine Kopf mit lebhaften Augen, einem geraden Nasenrücken, großen Nüstern und langen, feinen Ohren sitzt auf einem langen, kräftigen Hals. Percherons besitzen auffallend schräge Schultern, viel Gurttiefe sowie eine breite und tiefe Brust. Der Rücken ist kurz und gerade. Weitere Kennzeichen sind die gute Rippenwölbung und die lange, leicht abfallende gespaltene Kruppe. Die Gliedmaßen sind kräftig, aber trocken und tragen einen leichten Kötenbehang. Da das Percheron unter anderem dafür gezüchtet wurde, in tiefem Schlamm auf Äckern voranzukommen, weist seine Vorhand oft einen Hang zur Ausbildung von X-Beinen und Huffehlstellungen auf; ebenso kann der Gang „schaufelnd“ oder „bügelnd“ wirken.

## Verwendung

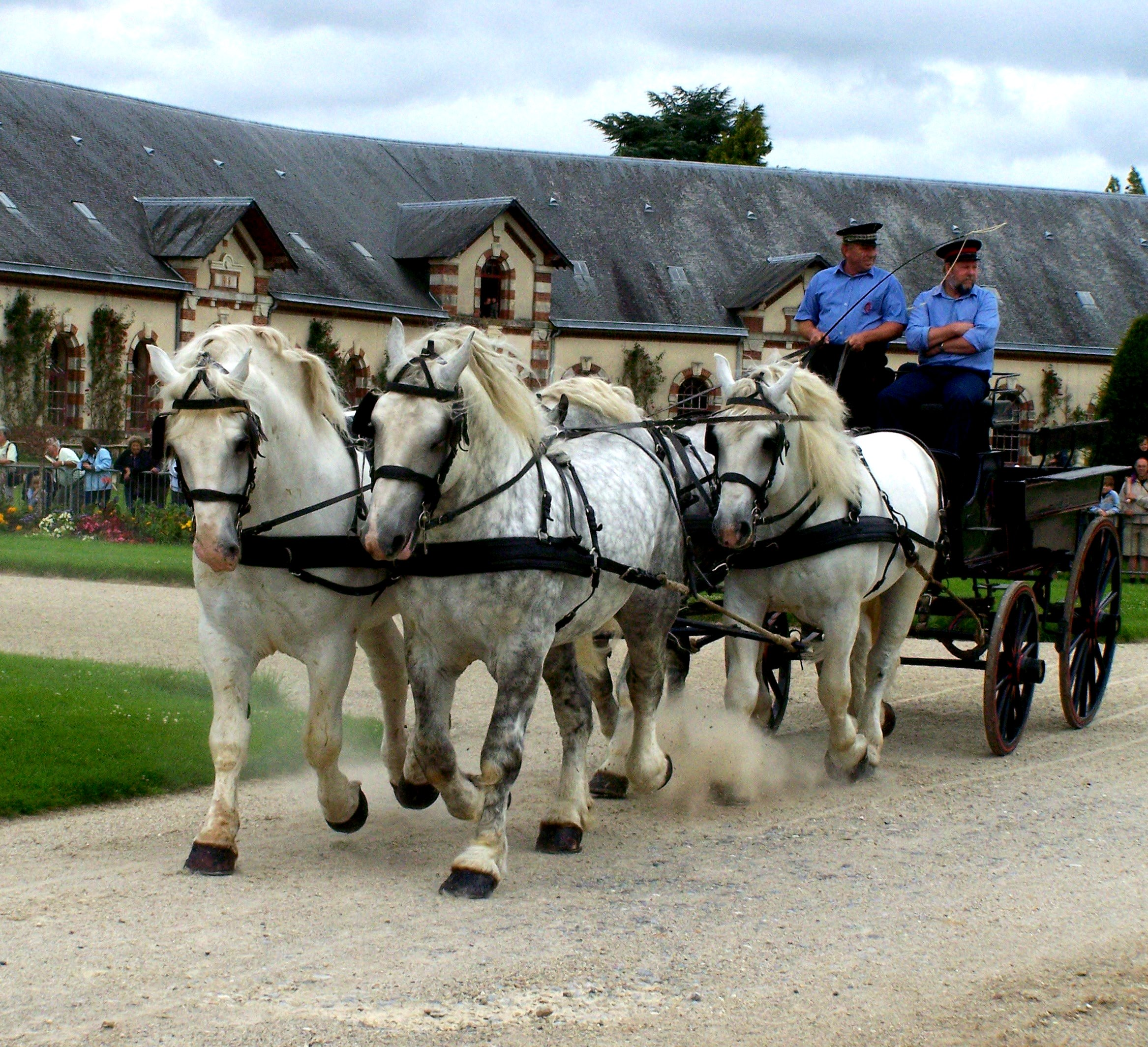
Percherongespann

Ursprünglich als schweres Arbeitspferd vor dem Pflug und der Kutsche gezüchtet, ist es noch heute als Rückepferd bei der Waldarbeit zu sehen. Auch Weinbauern können Percherons an Stelle eines Traktors einsetzen, da sie kostengünstiger sind und ihre Hufe den empfindlichen Boden weniger schädigen. Vor allem schätzen jedoch versierte Kutschfahrer das Percheron aufgrund seiner ausgezeichneten Fahreigenschaften. Da das Percheron ein sehr massiges Tier ist, wird es auch zur Fleischproduktion gezüchtet.

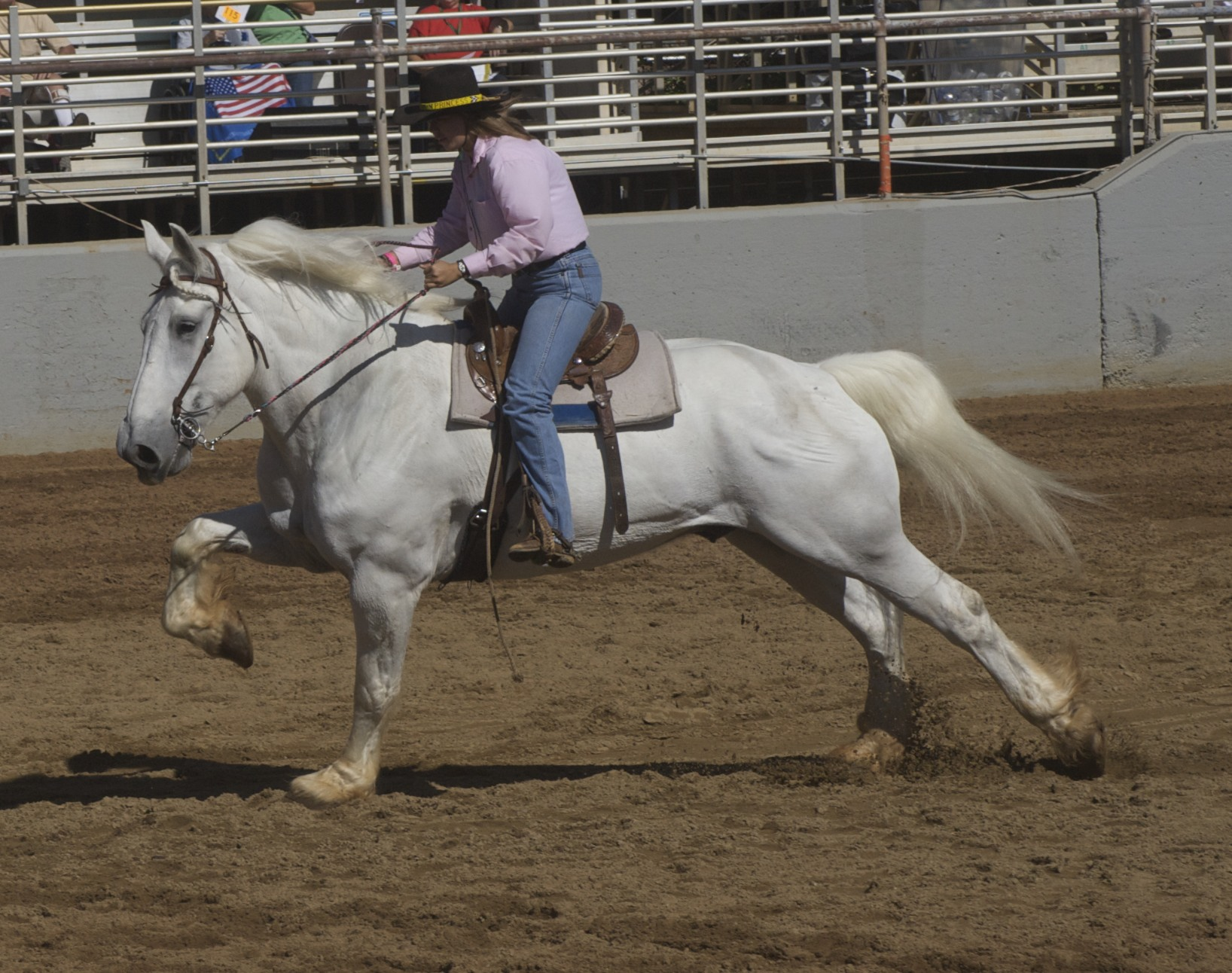
Ein Percheron unter dem Sattel

Die schräge Schulter des Percherons und die damit einhergehenden guten Reiteigenschaften dieses Tieres sind ein Grund dafür, dass diese Tiere vermehrt zum Reiten eingesetzt werden. Auch allgemein steigt die Tendenz, Kaltblüter nicht mehr als Arbeits-, sondern als Reitpferde einzusetzen.
Von anderen Kaltblütern hebt sich das Percheron durch seinen edlen Gang, seine hohe Knieaktion, Wendigkeit, Biegsamkeit und sein großes Talent zur Dressur ab. So ist das französische Edelkaltblut auch durchaus zu den Lektionen der Hohen Schule fähig; beispielsweise führte der Franzose Arnaud Gilette in den Jahren 2006 und 2007 bei der Apassionata einen Percheronhengst in solchen anspruchsvollen Lektionen vor.

## Zuchtgeschichte
Das Percheron wurde ursprünglich als schweres Zug- und Arbeitspferd gezüchtet.
Man sagt auch, dass das Percheron der Nachfahre des damaligen Ritterpferdes sei. Heutzutage wird mit dem Percheron eine Rückzüchtung der Ritterpferde versucht. Aus einer ausgewählten Percheronstute und einem für die Zucht zugelassenen Pura-Raza-Española-Hengst entsteht die neue Rasse des „Spanish Norman“.
Das französische Nationalgestüt Haras du Pin befindet sich in dem normannischen Département Orne und ist die Hochburg der Percheron-Zucht. Das Gestüt wurde 1715 erbaut und gilt aufgrund seiner außergewöhnlichen Architektur als das „Versailles der Pferde“. In den Sommermonaten Juli und August findet immer donnerstags in dem Innenhof des Gestütes eine Pferdeparade namens „Les Jeudis“ statt. Bei der Gelegenheit werden vor allem Percherons beritten und vor der Kutsche vorgestellt.

## Berühmte Percherons
Mit einem Stockmaß von 2,13 m und einem Gewicht von 1372 kg war der 1902 in den USA geborene Percheronhengst „Dr. Le Gear“ eines der größten Pferde aller Zeiten.